# Austriska språk
Austriska språk är en hypotetisk språkfamilj först föreslagen av Wilhelm Schmidt 1906.
Hypotesen har senare utvidgats och vidareutvecklats av andra forskare, men är fortfarande omstridd bland historiska lingvister.  Reid (2005) sammanfattar det nuvarande forskningsläget.
Familjen kan inkludera:
- Austronesiska språk
- Austro-asiatiska språk
- Tai-kadaispråk
- Hmong-mienspråk